# Cyperus thyrsiflorus
Cyperus thyrsiflorus är en halvgräsart som beskrevs av Franz Wilhelm Junghuhn och Diederich Franz Leonhard von Schlechtendal. Cyperus thyrsiflorus ingår i släktet papyrusar, och familjen halvgräs. Inga underarter finns listade i Catalogue of Life.